# Barbora Strýcová
Barbora Strýcová (también conocida como Barbora Záhlavová-Strýcová, Pilsen, 28 de marzo de 1986) es una tenista checa que ha sido número 1 del mundo en dobles tras ganar Wimbledon en 2019. Como profesional ha logrado 2 títulos individuales y 27 en dobles a nivel WTA; además de varios títulos ITF en ambas modalidades.
Fue nombrada campeona mundial júnior de la ITF en 2002.
En 2015, Barbora se divorció y su nombre volvió de nuevo a Barbora Strýcová.
Strýcová se retiró del tenis en mayo de 2021 tras quedar embarazada. Su hijo Vincent nació en septiembre de 2021.

## Torneos de Grand Slam

### Dobles

#### Títulos (2)
| Año  | Torneo    | Pareja       | Oponentes en la final       | Resultado |
| 2019 | Wimbledon | Su-Wei Hsieh | Gabriela Dabrowski Xu Yifan | 6-2, 6-4  |
| 2023 | Wimbledon | Su-Wei Hsieh | Elise Mertens Storm Sanders | 7-5, 6-4  |

#### Finalista (1)
| Año  | Torneo               | Pareja       | Oponentes en la final           | Resultado |
| 2020 | Abierto de Australia | Su-Wei Hsieh | Tímea Babos Kristina Mladenovic | 2-6, 1-6  |

## Juegos Olímpicos

### Dobles

#### Medalla de Bronce
| Año  | Torneo          | Pareja         | Oponentes en la final            | Resultado |
| 2016 | JJ.OO. Río 2016 | Lucie Šafářová | Andrea Hlaváčková Lucie Hradecká | 7-5, 6-1  |

## Títulos WTA (34; 2+32)

### Individual (2)
| Leyenda                                        |
| ---------------------------------------------- |
| Grand Slam (0)                                 |
| Juegos Olímpicos (0)                           |
| WTA Tour Championships/Finals (0)              |
| WTA Tournament of Champions (0)                |
| Tier I, P. Mandatory & Premier 5, WTA 1000 (0) |
| Tier II, Premier, WTA 500 (0)                  |
| Tier III & IV, International, WTA 250 (2)      |

| N.º | Fecha                    | Torneo | Superficie | Oponente en la final | Resultado     |
| 1.  | 18 de septiembre de 2011 | Quebec | Dura (i)   | Marina Erakovic      | 4-6, 6-1, 6-0 |
| 2.  | 15 de octubre de 2017    | Linz   | Dura (i)   | Magdaléna Rybáriková | 6-4, 6-1      |

#### Finalista (6)
| N.º | Fecha                 | Torneo     | Superficie    | Oponente en la final | Resultado     |
| 1.  | 18 de julio de 2010   | Praga      | Tierra batida | Ágnes Szávay         | 2-6, 6-1, 2-6 |
| 2.  | 15 de julio de 2012   | Palermo    | Tierra batida | Sara Errani          | 1-6, 3-6      |
| 3.  | 15 de junio de 2014   | Birmingham | Hierba        | Ana Ivanović         | 3-6, 2-6      |
| 4.  | 18 de octubre de 2014 | Luxemburgo | Dura (i)      | Annika Beck          | 2-6, 1-6      |
| 5.  | 20 de febrero de 2016 | Dubái      | Dura          | Sara Errani          | 0-6, 2-6      |
| 6.  | 19 de junio de 2016   | Birmingham | Hierba        | Madison Keys         | 3-6, 4-6      |

### Dobles (32)
| Leyenda                                        |
| ---------------------------------------------- |
| Grand Slam (2)                                 |
| Juegos Olímpicos (0)                           |
| WTA Tour Championships/Finals (0)              |
| WTA Tournament of Champions (0)                |
| Tier I, P. Mandatory & Premier 5, WTA 1000 (8) |
| Tier II, Premier, WTA 500 (10)                 |
| Tier III & IV, International, WTA 250 (12)     |

| N.º | Fecha                    | Torneo           | Superficie        | Pareja             | Oponentes en la final                 | Resultado           |
| 1.  | 1 de mayo de 2005        | Varsovia         | Tierra batida     | Tatiana Perebiynis | Klaudia Jans Alicja Rosolska          | 6-1, 6-4            |
| 2.  | 8 de mayo de 2005        | Rabat            | Tierra batida     | Émilie Loit        | Lourdes Domínguez Nuria Llagostera    | 3-6, 7-6(6), 7-5    |
| 3.  | 3 de agosto de 2008      | Estocolmo        | Dura              | Iveta Benešová     | Petra Cetkovská Lucie Šafářová        | 7-5, 6-4            |
| 4.  | 14 de septiembre de 2009 | Quebec           | Dura (i)          | Vania King         | Sofia Arvidsson Séverine Brémond      | 6-1, 6-3            |
| 5.  | 25 de octubre de 2009    | Luxemburgo       | Dura (i)          | Iveta Benešová     | Vladimíra Uhlířová Renata Voráčová    | 1-6, 6-0, [10-7]    |
| 6.  | 14 de febrero de 2010    | París            | Dura              | Iveta Benešová     | Cara Black Liezel Huber               | w/o                 |
| 7.  | 28 de febrero de 2010    | Acapulco         | Tierra batida     | Polona Hercog      | Sara Errani Roberta Vinci             | 2-6, 6-1, [10-2]    |
| 8.  | 7 de marzo de 2010       | Monterrey        | Dura              | Iveta Benešová     | Anna-Lena Grönefeld Vania King        | 3-6, 6-4, [10-8]    |
| 9.  | 2 de octubre de 2010     | Tokio (Pacífico) | Dura              | Iveta Benešová     | Shahar Peer Shuai Peng                | 6-4, 4-6, [10-8]    |
| 10. | 7 de octubre de 2010     | Linz             | Dura (i)          | Renata Voráčová    | Květa Peschke Katarina Srebotnik      | 7-5, 7-6(6)         |
| 11. | 14 de enero de 2011      | Sídney           | Dura              | Iveta Benešová     | Květa Peschke Katarina Srebotnik      | 4-6, 6-4, [10-7]    |
| 12. | 6 de marzo de 2011       | Monterrey        | Dura              | Iveta Benešová     | Anna-Lena Grönefeld Vania King        | 6-7(8), 6-2, [10-6] |
| 13. | 30 de abril de 2011      | Barcelona        | Tierra batida     | Iveta Benešová     | Natalie Grandin Vladimíra Uhlířová    | 5-7, 6-4, [11-9]    |
| 14. | 18 de junio de 2011      | 's-Hertogenbosch | Hierba            | Klára Zakopalová   | Dominika Cibulková Flavia Pennetta    | 1-6, 6-4, [10-7]    |
| 15. | 23 de octubre de 2011    | Luxemburgo       | Dura (i)          | Iveta Benešová     | Lucie Hradecká Yekaterina Makarova    | 7-5, 6-3            |
| 16. | 29 de abril de 2012      | Stuttgart        | Tierra batida (i) | Iveta Benešová     | Julia Görges Anna-Lena Grönefeld      | 6-4, 7-5            |
| 17. | 14 de julio de 2012      | Palermo          | Tierra batida     | Renata Voráčová    | Darija Jurak Katalin Marosi           | 7-6(5), 6-4         |
| 18. | 19 de junio de 2016      | Birmingham       | Hierba            | Karolína Plíšková  | Vania King Alla Kudryavtseva          | 6-3, 7-6(1)         |
| 19. | 21 de agosto de 2016     | Cincinnati       | Dura              | Sania Mirza        | Martina Hingis Coco Vandeweghe        | 7-5, 6-4            |
| 20. | 24 de septiembre de 2016 | Tokio (Pacífico) | Dura              | Sania Mirza        | Chen Liang Zhaoxuan Yang              | 6-1, 6-1            |
| 21. | 17 de marzo de 2018      | Indian Wells     | Dura              | Su-Wei Hsieh       | Yekaterina Makarova Yelena Vesnina    | 6-4, 6-4            |
| 22. | 25 de agosto de 2018     | New Haven        | Dura              | Andrea Hlaváčková  | Su-Wei Hsieh Laura Siegemund          | 6-4, 6-7(7), [10-4] |
| 23. | 7 de octubre de 2018     | Pekín            | Dura              | Andrea Hlaváčková  | Gabriela Dabrowski Xu Yifan           | 4-6, 6-4, [10-8]    |
| 24. | 23 de febrero de 2019    | Dubái            | Dura              | Su-Wei Hsieh       | Lucie Hradecká Yekaterina Makarova    | 6-4, 6-4            |
| 25. | 11 de mayo de 2019       | Madrid           | Tierra batida     | Su-Wei Hsieh       | Gabriela Dabrowski Xu Yifan           | 6-3, 6-1            |
| 26. | 23 de junio de 2019      | Birmingham       | Hierba            | Su-Wei Hsieh       | Anna-Lena Grönefeld Demi Schuurs      | 6-4, 6-7(4), [10-8] |
| 27. | 14 de julio de 2019      | Wimbledon        | Hierba            | Su-Wei Hsieh       | Gabriela Dabrowski Xu Yifan           | 6-2, 6-4            |
| 28. | 12 de enero de 2020      | Brisbane         | Dura              | Su-Wei Hsieh       | Ashleigh Barty Kiki Bertens           | 3-6, 7-6(7), [10-8] |
| 29. | 22 de febrero de 2020    | Dubái            | Dura              | Su-Wei Hsieh       | Barbora Krejčíková Saisai Zheng       | 7-5, 3-6, [10-5]    |
| 30. | 28 de febrero de 2020    | Doha             | Dura              | Su-Wei Hsieh       | Gabriela Dabrowski Jeļena Ostapenko   | 6-2, 5-7, [10-2]    |
| 31. | 20 de septiembre de 2020 | Roma             | Tierra batida     | Su-Wei Hsieh       | Anna-Lena Friedsam Ioana Raluca Olaru | 6-2, 6-2            |
| 32. | 16 de julio de 2023      | Wimbledon        | Hierba            | Su-Wei Hsieh       | Elise Mertens Storm Sanders           | 7-5, 6-4            |

#### Finalista (19)
| N.º | Fecha                    | Torneo               | Superficie    | Pareja                | Oponentes en la final                 | Resultado        |
| 1.  | 20 de febrero de 2005    | Bogotá               | Tierra batida | Ľubomíra Kurhajcová   | Emmanuelle Gagliardi Tina Pisnik      | 4-6, 3-6         |
| 2.  | 15 de mayo de 2005       | Prague               | Tierra batida | Jelena Kostanić       | Nicole Pratt Émilie Loit              | 7-6(6), 4-6, 4-6 |
| 3.  | 2 de enero de 2006       | Auckland             | Dura          | Émilie Loit           | Elena Likhovtseva Vera Zvonareva      | 3-6, 4-6         |
| 4.  | 6 de enero de 2008       | Auckland             | Dura          | Martina Müller        | Lilia Osterloh Mariya Koryttseva      | 3-6, 4-6         |
| 5.  | 2 de marzo de 2009       | Monterrey            | Dura          | Iveta Benešová        | Nathalie Dechy Mara Santangelo        | 3-6, 4-6         |
| 6.  | 13 de julio de 2009      | Praga                | Tierra batida | Iveta Benešová        | Kateryna Bondarenko Alona Bondarenko  | 1-6, 2-6         |
| 7.  | 10 de julio de 2010      | Båstad               | Tierra batida | Renata Voráčová       | Gisela Dulko Flavia Pennetta          | 6-7(0), 0-6      |
| 8.  | 19 de septiembre de 2010 | Quebec               | Dura (i)      | Bethanie Mattek-Sands | Sofia Arvidsson Johanna Larsson       | 1-6, 6-2, [6-10] |
| 9.  | 24 de octubre de 2010    | Luxemburgo           | Dura (i)      | Iveta Benešová        | Timea Bacsinszky Tathiana Garbin      | 4-6, 4-6         |
| 10. | 14 de octubre de 2012    | Linz                 | Dura (i)      | Julia Görges          | Anna-Lena Grönefeld Kveta Peschke     | 3-6, 4-6         |
| 11. | 9 de enero de 2016       | Auckland             | Dura          | Danka Kovinić         | Elise Mertens An-Sophie Mestach       | 6-2, 3-6, [5-10] |
| 12. | 1 de octubre de 2016     | Wuhan                | Dura          | Sania Mirza           | Bethanie Mattek-Sands Lucie Šafářová  | 1-6, 4-6         |
| 13. | 13 de enero de 2017      | Sídney               | Dura          | Sania Mirza           | Tímea Babos Anastasiya Pavliuchenkova | 4-6, 4-6         |
| 14. | 2 de abril de 2017       | Miami                | Dura          | Sania Mirza           | Gabriela Dabrowski Xu Yifan           | 4-6, 3-6         |
| 15. | 20 de mayo de 2018       | Roma                 | Tierra batida | Andrea Hlaváčková     | Ashleigh Barty Demi Schuurs           | 3-6, 4-6         |
| 16. | 22 de septiembre de 2018 | Tokio (Pacífico)     | Dura (i)      | Andrea Hlaváčková     | Miyu Kato Makoto Ninomiya             | 4-6, 4-6         |
| 17. | 29 de septiembre de 2018 | Wuhan                | Dura          | Andrea Hlaváčková     | Elise Mertens Demi Schuurs            | 3-6, 3-6         |
| 18. | 3 de noviembre de 2019   | WTA Finals           | Dura (i)      | Su-Wei Hsieh          | Tímea Babos Kristina Mladenovic       | 1-6, 3-6         |
| 19. | 31 de enero de 2020      | Abierto de Australia | Dura          | Su-Wei Hsieh          | Tímea Babos Kristina Mladenovic       | 2-6, 1-6         |

## Actuaciones en Grand Slam

### Individual
| Tournament            | 2003 | 2004 | 2005 | 2006 | 2007 | 2008 | 2009 | 2010 | 2011 | 2012 | 2013 | 2014 | 2015 | 2016 | 2017 | 2018 | 2019 | 2020 | 2021 | G-P   |
| --------------------- | ---- | ---- | ---- | ---- | ---- | ---- | ---- | ---- | ---- | ---- | ---- | ---- | ---- | ---- | ---- | ---- | ---- | ---- | ---- | ----- |
| Torneos de Grand Slam |      |      |      |      |      |      |      |      |      |      |      |      |      |      |      |      |      |      |      |       |
| Abierto de Australia  | A    | 2R   | 1R   | A    | A    | A    | 1R   | 2R   | 3R   | 2R   | A    | 2R   | 3R   | 4R   | 4R   | 4R   | 1R   | 1R   | 1R   | 17–14 |
| Roland Garros         | A    | 2R   | 1R   | A    | A    | A    | 1R   | 1R   | 1R   | 1R   | 1R   | 1R   | 1R   | 3R   | 2R   | 4R   | 1R   | 2R   | A    | 8–14  |
| Wimbledon             | 1R   | 1R   | 2R   | A    | 1R   | 3R   | 1R   | 3R   | 2R   | 1R   | 2R   | CF   | 1R   | 3R   | 2R   | 3R   | SF   | NC   | A    | 21–16 |
| US Open               | A    | 1R   | 1R   | A    | A    | 1R   | 2R   | 1R   | 1R   | 1R   | A    | 3R   | 3R   | 1R   | 2R   | 3R   | 1R   | A    | A    | 8–13  |
| Ganados-Perdidos      | 0–1  | 2–4  | 1–4  | 0–0  | 0–1  | 2–2  | 1–4  | 3–4  | 3–3  | 1–4  | 1–2  | 7–3  | 4-4  | 7–4  | 6–4  | 10–4 | 5–4  | 1–2  | 0–1  | 54–57 |

### Dobles
| Tournament            | 2003 | 2004 | 2005 | 2006 | 2007 | 2008 | 2009 | 2010 | 2011 | 2012 | 2013 | 2014 | 2015 | 2016 | 2017 | 2018 | 2019 | 2020 | 2021 | G-P    |
| --------------------- | ---- | ---- | ---- | ---- | ---- | ---- | ---- | ---- | ---- | ---- | ---- | ---- | ---- | ---- | ---- | ---- | ---- | ---- | ---- | ------ |
| Torneos de Grand Slam |      |      |      |      |      |      |      |      |      |      |      |      |      |      |      |      |      |      |      |        |
| Abierto de Australia  | A    | A    | A    | 1R   | 1R   | 3R   | 2R   | 2R   | 3R   | 2R   | A    | 2R   | SF   | 3R   | 3R   | CF   | SF   | F    | 2R   | 29–15  |
| Roland Garros         | A    | A    | 2R   | 3R   | 1R   | 1R   | 2R   | 3R   | 1R   | 1R   | 1R   | 2R   | CF   | 2R   | A    | SF   | 3R   | 3R   | A    | 19–15  |
| Wimbledon             | A    | A    | 3R   | 2R   | 2R   | A    | 3R   | 3R   | 3R   | 2R   | CF   | 2R   | 3R   | 3R   | 3R   | 3R   | G    | NC   | A    | 29–13  |
| US Open               | A    | A    | 1R   | 1R   | 1R   | 1R   | 2R   | 3R   | CF   | 2R   | 2R   | SF   | 3R   | CF   | SF   | 3R   | 3R   | A    | A    | 24–15  |
| Ganados-Perdidos      | 0–0  | 0–0  | 3–3  | 3–4  | 1–4  | 2–3  | 5–4  | 7–4  | 7–4  | 3–4  | 4–3  | 7–4  | 11–4 | 8-4  | 8–3  | 11–4 | 14–3 | 7–2  | 1–1  | 102–58 |